# الحفيرة (الدوادمي)
الحفيرة هي مدينة سعودية تابعة لمحافظة الدوادمي تقع في منطقة الرياض على بعد 220 كم غرب العاصمة.

## الموقع
تقع الحفيرة في عالية نجد وتعد نقطة توقف رئيسية على طريق (الدوادمي ـ الرياض المزدوج)، ويحدها من الشمال طريق الحجاز القديم المتجه لـ محافظة الدوادمي، ومن الجنوب قرية فيضة المفص ومن الشرق جبال الصفراء (صفراء الحفيرة) والقرنة ومن الغرب قرية عريدة وما جاورها، وترتبط إداريا بمحافظة الدوادمي، وتبعد عن مدينة الدوادمي 48 كم باتجاه الجنوب الشرقي، وتبعد عن طريق الحجاز القديم 24 كم باتجاه الجنوب، وتبعد عن طريق الحجاز السريع 75 كم باتجاه الشمال، وأصبحت الحفيرة الآن مدينة حيوية لوقوعها على الطريق المزدوج الذي يربط بالمحافظة والمدن التابعة لها بطريق الحجاز السريع. وتضم الحفيرة العديد من المرافق الحكومية التجارية، ويتبع الحفيرة عدد من الهجر الصغيرة مثل الحافير ورفايع الدسم وغيرها.

## التأسيس والأهمية
الحفيرة كانت في القديم مورد ماء جاهلى للبادية، وهي أول هجره تأسست لقبيلة الدعاجين ومن أقدم هجر قبيلة عتيبة  ومؤسسها هو الأمير مناحي بن خالد بن حشر الهيضل.
وقد ورد ذكر الحفيرة عند الكثير من المؤرخين وعدوها من ضمن هجر عتيبة عند تأسيس الهجر واستيطان البادية منهم الزامل والمانع وخالد الفرج وأمين الريحاني والزركلي، وتميز الحفيرة بقربها من محافظة الدوادمي التي لاتبعد عنها سوى 48 كم، وكذلك فإنها لاتبعد عن محافظة القويعية سوى 80 كم تقريبا وكذلك توسطها في منطقة الرياض حيث انها لاتبعد عن العاصمة إلا 200 كم تقريباً، ويوجد في الحفيرة بعض أماكن التعدين في منطقة الردينيات التابعة للحفيرة. الحفيرة من أوائل هجر البادية فهي أول هجرة لقبيلة الدعاجين ومن أقدم هجر قبيلة عتيبة فقد استوطن بها الكثير من قبيلة الدعاجين، ومن قبيلة عتيبة في السابق قبل التوسع في الهجرة حيث كانت من أقدم هجر عتيبة وقد شارك أهل الحفيرة على رأس أميرها مناحي بن خالد الهيضل وابنه سجدي في حروب توحيد هذه البلاد مثل معركة البكيرية ومعركة الشنانة ومعركة روضة مهنا ومعركة الطرفية ومعركة السبلة والدبدبة ومغزا الجنوب وغيرها.

## الموقع الجيولوجي
تقع الحفيرة على الحافة الشرقية لمنطقة الدرع العربي وتكويناته الجيولوجية قبل عصر الكمبري، فهي تنقسم إلى قسمين رئيسيين
- الدرع العربي : ذو الصخور النارية والمتحولة ويشمل أغلب أراضي الحفيرة.
- الرف العربي : ذو الصخور الرسوبية المترسبة بفعل الغمر البحري ويشمل جزء من غرب الحفيرة مايعرف صفراء الحفيرة.

## التضاريس
يبلغ ارتفاع الحفيرة عن سطح البحر 960 م تقريباً، وسطحها منبسط بشكل عام، وفيه بعض النتوءات الصخرية وبعض الجبال، وينحدر بانحدار سطح المملكة بشكل عام نحو الشرق والشمال الشرقي، حيث تتجه جميع الأودية باتجاه الشرق والشمال الشرقي، وتتميز الحفيرة بتباين تضاريسها نوعاً ما:
- الجهة الشمالية أغلبها أرض منبسطة ومستوية إلى طريق الحجاز القديم مثل الربوة وبها بعض الأودية مثل وادي حميان.
- الجهة الجنوبية منها بها تكوينات صخرية بسيطة مثل حشة الحفيرة وبعض الجبال الصغيرة والاودية.
- الجهة الشرقية منها توجد جبل شداد وجبل ومسامة وههما من المعالم المشهورة بالمنطقة ويقع شرق منهما صفراء الحفيرة ذات التكوين الرسوبي، وتوجد في الجهة الشرقية الشمالية من الحفيرة منطقة اللهدة وهي خارج الدرع العربي وتتميز اللهدة بأنها أرض خصبة وزراعية وتتوفر فيها المياه الجوفية والجزء الشمالي من اللهدة هو جزء من منطقة القرنة ويتبع للحفيرة ويوجد به مشاريع مياه الحفيرة والدوادمي.
- الجهة الغربية هي أرض منبسطة تقريباً وتتخللها بعض النتوءات الصخرية والجبال الصغيرة ذات التكوين الناري.

وموقع الحفيرة من حيث البناء البيولوجي تقع في الدرع العربي ماعدا جزء بسيط منها في الجانب الشمالي الشرقي.

## الأودية
- وادي جهام وهو ووادي كبير وله عدة روافد وينحدر سيله من الغرب متجها إلى الحفيرة ويمر بوسطها ليقسمها إلى جزئين ويتعداها متجه للشرق ليلتقي بوادي العبسة ووادي الضحوي.
- وادي حميان الذي يبعد عن الحفيرة 10 كم تقريبا باتجاه الشمال وينحدر مجراه من الغرب باتجاه صفراء الحفيرة شرقا.
- وادي الحسرج الذي يقع جنوب الحفيرة وغير ذلك من الأودية الأخرى.

## المناخ وأهم النباتات
مناخ الحفيرة كسائر مناخ المنطقة فهو مناخ قاري حار صيفاً تصل درجة الحرارة فيه إلى 44 درجة، وبارد شتاءً تصل درجة الحرارة فيه إلى 4 درجات وذلك لوقوعها في هضبة نجد
ومن أهم النباتات التي تكثر بالحفيرة:
- نباتات دائمة: مثل الرمث، الإثل، الطلح، العشرة، السلم وغيرها من النباتات المنتشرة بالمنطقة.
- النباتات الموسمية في فصل الأمطار مثل: الحواء، الربلة، الثمام، النصي، النقيع، العجلة، ، وغيرها.
- النباتات الفطرية: التي تنمو عقب سقوط الأمطار في الموسم مثل الفقع الكمأة وغيرها.

## الآثار والتراث
يوجد بالحفيرة بعض الآثار لبيوت طينية قديمة وبعض الآبار القديمة التي لا زالت قائمة.

## الحفيرة الآن
تعتبر الحفيرة الآن من أكبر الهجر في محافظة الدوادمي وتكاد تكون فيها الخدمات مكتملة حيث يوجد بها:
- مركز إمارة (فئة أ).
- مركز شرطة.
- مدارس بنين بجميع المراحل (ابتدائي - متوسط - ثانوي).
- مدارس بنات بجميع المراحل (ابتدائي - متوسط - ثانوي).
- روضة أطفال.
- مركز صحي كبير يحوي عيادات تخصصية.
- مكتب بلدية.
- محكمة انتداب شرعية.[8]
- مكتب بريد.
- خدمات هاتفية متكاملة.
- خدمات تجارية.

## أمراء الحفيرة
- الأمير مناحي بن خالد بن حشر الهيضل ( منذ التأسيس (1338هـ) - إلى 1358هـ)
- الأمير سجدي بن مناحي بن خالد الهيضل ( من 1358 - إلى 1388هـ )
- الأمير مناحي بن سجدي بن مناحي الهيضل ( من 1388 - إلى 1422هـ)
- الأمير سجدي بن مناحي بن سجدي الهيضل( من 1422هـ - إلى الآن )[9]

## أئمة جامع الحفيرة
- عبد الله بن عبد الرحمن الصميت.
- إبراهيم بن مزيعل
- إبراهيم الجوعي
- عبد الله بن عبد الكريم ابن قنيصان
- عبد الرحمن بن سبيهين
- محمد السبيعي
- عبد الرحمن بن عبد الله أبو بكر
- إبراهيم أبوزيد
- عبد الرحمن بن عبد الله أبو بكر ( للمرة الثانية)
- عبد المحسن بن محمد العصيمي[10]

## القرى والهجر التابعة لمركز الحفيرة
- هجرة الحفاير يسكنها بعض الملابسة من الدعاجين، وبعض الشيابين، وتبعد 12 كم شمال الحفيرة.
- هجرة رفايع الدسم يسكنها بعض الملابسة من الدعاجين، تبعد 15 كم شمال الحفيرة.
- قرية الدسمة يسكنها بعض ذوي خيوط من الدعاجين، وبعض الشيابين، تبعد 19 كم شمال غرب الحفيرة.
- هجرة العفجة يسكنها بعض الدعاجين تبعد 17 كم شمال الحفيرة.

## وصلات خارجية
- مدارس الحفيرة